# Batido

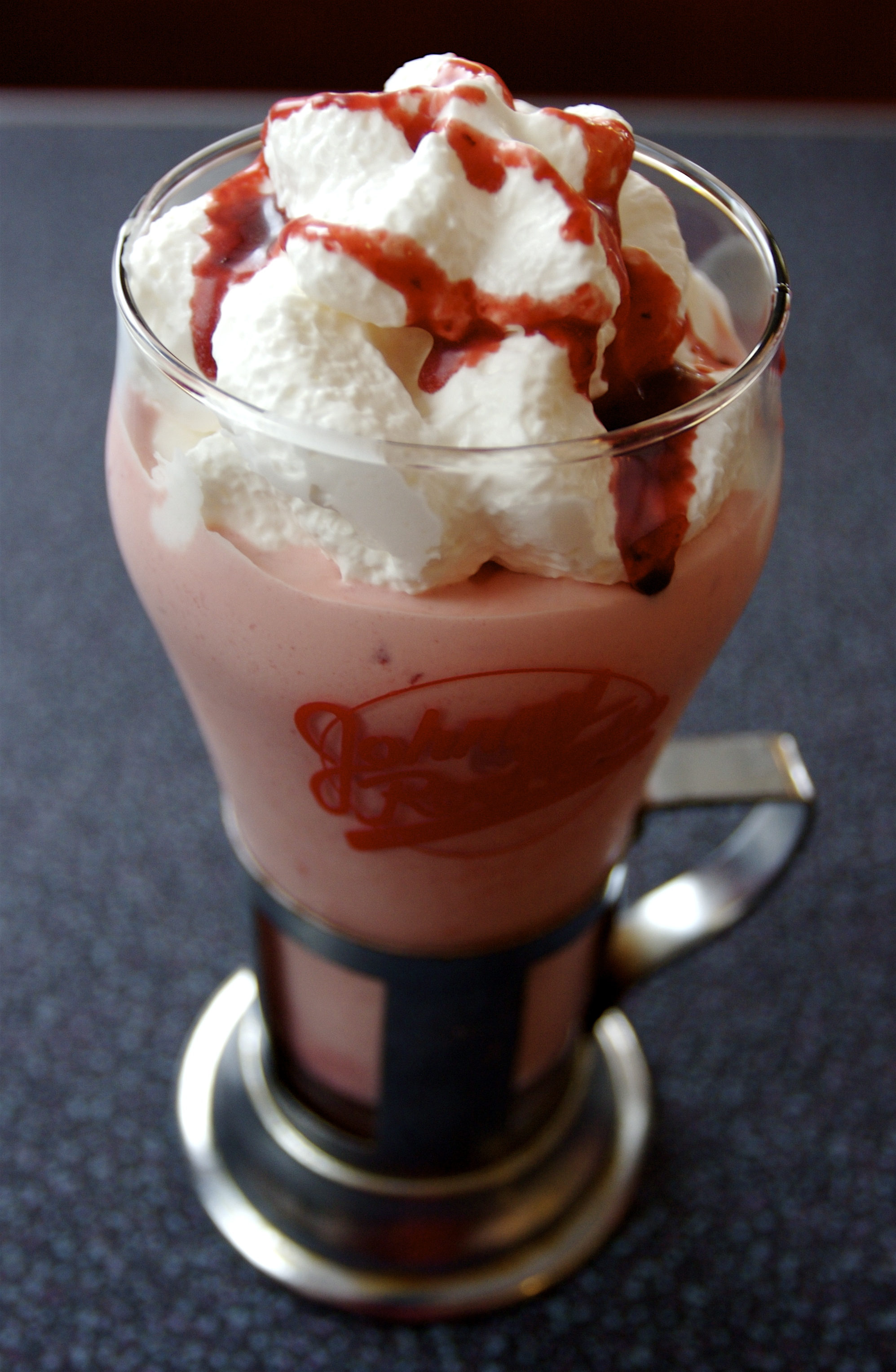
Batido de frambuesa.

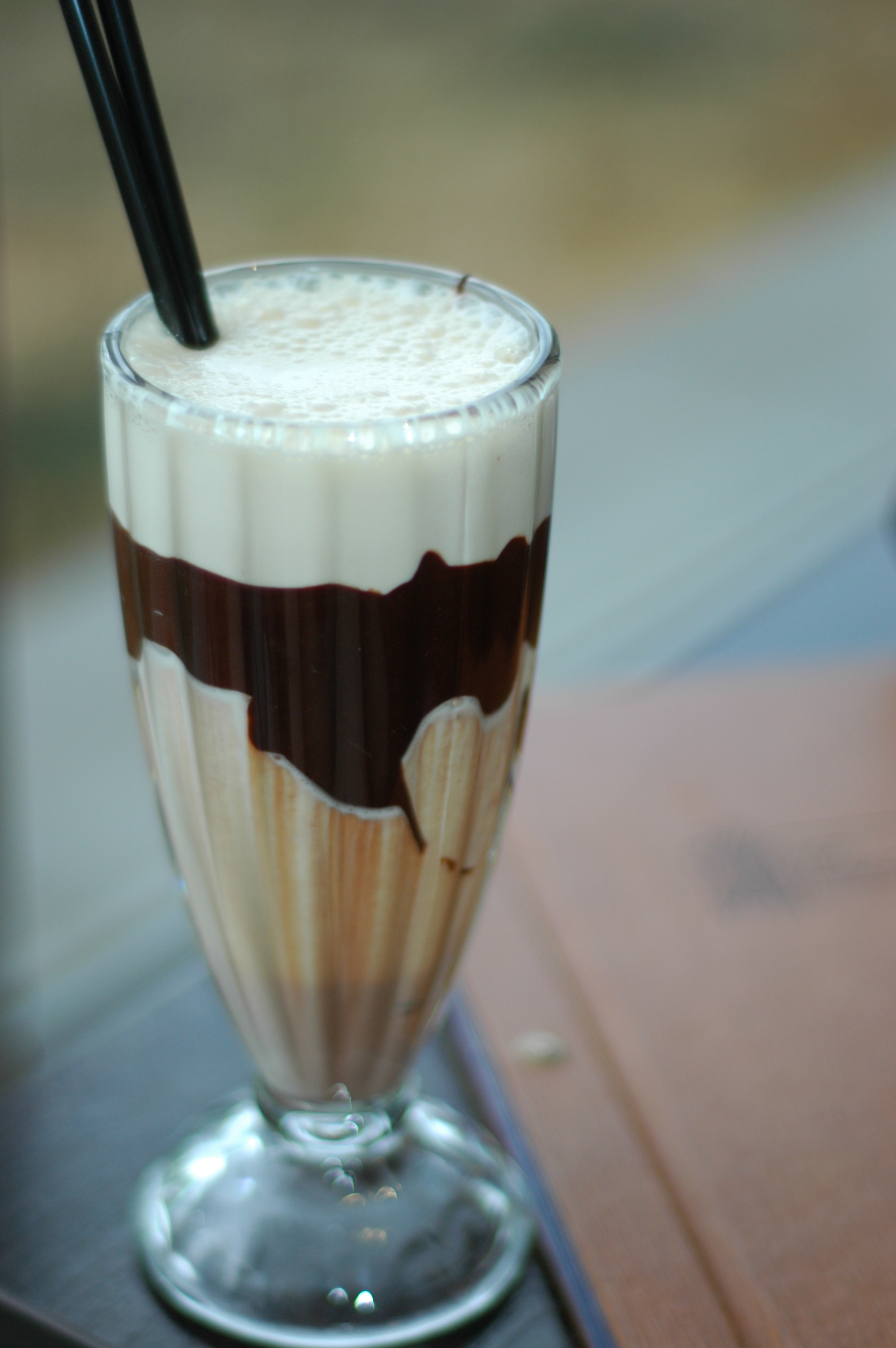
Batido irlandés.

El batido (también llamado según la zona batido, malteada, merengada o milkshake) es una bebida elaborada a base de leche o helado, que puede llevar frutas, chocolate o turrón, por ejemplo.
Los batidos de frutas pueden ser hechos de diferentes maneras. 
Existen máquinas diseñadas específicamente para realizar batidos. A menudo, estas máquinas mezclan los ingredientes e insertan aire en la mezcla, y hacen que tenga una consistencia suave, mientras que las sacudidas hacen que se espese durante el proceso de la mezcla. Algunos establecimientos utilizan máquinas donde la leche y la mezcla se congelan y se unen en un envase situado dentro de la máquina, mientras que otras preparan y mezclan el batido a mano dentro de una taza especial de acero inoxidable.
Los sabores más comunes del batido son vainilla, chocolate, y fresa, aunque también se emplean otros dulces y frutas como plátano, frutabomba, mamey, guayaba, mango, etcétera. En algunas zonas de Estados Unidos se utiliza jarabe o sirope de café como condimento con helado de café para hacer café frappé. Un añadido común al batido es la malta, que lo convierte en un batido malteado. Algunas recetas de batido incluyen helado del mismo sabor del batido, mientras que otras piden helado de vainilla al que se le añade un producto que le da sabor, como por ejemplo un jarabe o fruta.
Algunos productos comerciales llamados batidos, como el muy popular en España Cacaolat, no son tales puesto que no contienen nada que haya sido triturado para poder ser bebido sino que se hacen de leche ordinaria mezclada con leche en polvo y otros condimentos como cacao en polvo, así como colorantes y aromas, por lo que estos productos no son en realidad más que bebidas que podrían ser consideradas simplemente leche condimentada al estilo del chocolate a la taza tradicional de España. Algunas marcas populares de este tipo de cacao soluble en polvo son Cola Cao o Nesquik. Este tipo de batidos envasados en botella o cartón son bastante populares, y habitualmente se venden en botellines de 250 ml o de 500 ml o en botellas de 1 litro o en cartones individuales de 200 ml pensados sobre todo para los niños.
En algunos países se le suele llamar merengada o batida, en tanto que el nombre batido hace alusión al licuado, un jugo de frutas elaborado en una licuadora con hielo picado. 
En Panamá se le llama batido al que lleva helado y/o frutas con leche, mientras que solo se le llama malteada a la preparación que lleva polvo de leche malteada.
Por su parte, en Venezuela el nombre leche malteada hace referencia a la bebida de malta mezclada con leche.

## Historia
La primera referencia que se conoce del término batido aparece impresa en 1607, aunque el término se refería a huevos batidos a los que se añadía algún otro ingrediente, principalmente harina para formar lo que en realidad sería una masa o un rebozo. El batido de leche actual no parece popularizarse hasta finales del siglo XIX, cuando las máquinas frigoríficas y las batidoras eléctricas empiezan a introducirse en establecimientos de Europa y Angloamérica.